# Solomon W. Golomb
Solomon Wolf Golomb (30 de mayo de 1932 - 1 de mayo de 2016) fue un matemático e ingeniero estadounidense, profesor de ingeniería eléctrica en la Universidad del Sur de California (USC), conocido por sus trabajos sobre juegos matemáticos. En 1948 inventó el juego denominado Cheskers y describió de forma rigurosa los poliominós y los pentominós en 1953. Especialista en problemas de análisis combinatorio, teoría de números, teoría de codificación, y comunicaciones, su juego de pentominó inspiró el Tetris.

## Logros académicos
Golomb, licenciado del Instituto Universitario Ciudad de Baltimore, se graduó por la Universidad Johns Hopkins y se doctoró en matemáticas por la Universidad de Harvard en 1957 con una disertación acerca de "Problemas sobre la Distribución de los Números Primos".
Mientras trabajaba en la Compañía Glenn L. Martin (dedicada a la fabricación de aeronaves) se interesó en la teoría de comunicaciones e inició su estudio sobre el registro de desplazamiento con retroalimentación lineal. Paso un año con una beca Fulbright en la Universidad de Oslo, tras lo que se incorporó al Laboratorio de Propulsión a Reacción en el Caltech, donde  se dedicó a la investigación en comunicaciones militares y espaciales. Pasó a la facultad de la USC en 1963 y se le concedió la dedicación plena dos años más tarde.
Golomb inició la identificación de las características y propiedades de las secuencias de cambio de registro de longitud máxima, también conocidas como secuencias pseudoaleatorias o pseudoruido, con amplias aplicaciones militares, industriales y  en productos de consumo masivo, como los millones de teléfonos inalámbricos y celulares que emplean el espectro ensanchado por secuencia directa pseudoaleatorio generado con secuencias de cambio de registro. Sus logros convirtieron a la USC en un centro de investigación de referencia en el campo de las comunicaciones.
Golomb fue el inventor de la codificación Golomb, una forma de codificación entrópica. La denominada Regla de Golomb, utilizada en astronomía y en encriptación de datos, también lleva su nombre, así como una de las principales técnicas de generación de matrices de Costas, el denominado método de generación de Lempel-Golomb.
Fue colaborador habitual de la Revista de la Sociedad de la Información del IEEE, donde escribió una columna dedicada a problemas matemáticos. También colaboró frecuentemente en la columna de Juegos Matemáticos de la revista Scientific American y fue un participante frecuente en las conferencias "Gathering 4 Gardner" organizadas alrededor de la figura del matemático Martin Gardner. Entre sus contribuciones a las matemáticas recreativas figuran las repiteselas. También contribuyó con problemas sobre diversos asuntos en el Johns Hopkins Magazine, con una columna denominada "Golomb  Gambits", y era un colaborador frecuente de la revista de lingüística recreativa "Word Ways: The Journal of Recreational Linguistics".

## Reconocimientos
- Golomb fue miembro de la Academia Nacional de Ingeniería y de la Academia Nacional de Ciencias.
- En 1985,  recibió el Premio Shannon de la Sociedad de Teoría de la Información del IEEE.
- En 1992,  recibió la medalla de los Agencia de Seguridad Nacional de los Estados Unidos por su labor investigadora, y también de la Medalla Lomonosov  de la Academia rusa de Ciencias y de la Medalla Kapitsa de la Academia Rusa de Ciencias Naturales .
- En 2000,  se le otorgó Medalla Richard  W. Hamming de la IEEE por sus contribuciones excepcionales a las ciencias de la información y sistemas.[7]
- Golomb fue uno de los primeros profesores de perfil alto realizar la prueba de capacidad mental "Mega IQ de Ronald K. Hoeflin" (aparecida originalmente en el Omni Magazine).Obtuvo una puntuación de al menos un coeficiente de inteligencia IQ de 176, que posee tan solo una persona de cada millón.
- En 2012 fue elegido socio  de la Sociedad Matemática Americana.[8] Aquel año mismo,  fue seleccionado para recibir la Medalla Nacional de Ciencia.[9]  En 2014 resultó elegido miembro de la Sociedad para la Matemática Industrial y Aplicada "por sus contribuciones a la teoría de la codificación, la encriptación de datos, las comunicaciones, y los juegos matemáticos."[10]
- En 2013,  recibió la Medalla Nacional  de Ciencia 2011.[11]
- En 2016,  le fue otorgada la Medalla Benjamin Franklin en Ingeniería Eléctrica "por su trabajo pionero en comunicaciones espaciales y en el diseño de señales digitales de espectro expandido, transmisiones que proporcionan seguridad, supresión de interferencias, y ubicación precisa para criptografía; guiado de misiles; defensa, tecnología espacial, y comunicaciones móviles; radar; sonar; y GPS."[12]

## Publicaciones destacadas
- Signal Design for Good Correlation (ISBN 0-521-82104-5)
- Polyominoes, Princeton University Press; 2nd edition 1996, ISBN 0-691-02444-8
- Shift Register Sequences, San Francisco, Holden-Day, 1967. ISBN 0-89412-048-4